# Loud Minority
Loud Minority är hårdrocksbandet Crazy Lixx debutalbum. Det släpptes i november 2007 på skivbolaget Swedmetal Records.

## Låtlista
1. Hell or High Water
2. Dr Hollywood
3. Want It
4. Love on the Run
5. Make Ends Meet
6. Death Row
7. Heroes are Forever
8. Do or Die
9. Pure Desire
10. Boneyard
11. The Gamble